# Husein Gradaščević
Husein-kapetan Gradaščević, (1802-1834) bosnisk ledare som 1831 gjorde uppror mot Osmanska riket i hopp om att bevara Bosniens autonoma status inom Osmanska riket. Även känd som "Zmaj od Bosne", vilket betyder "Draken av Bosnien". Trots att Gradaščevićs uppror slogs ner 1832 och Hercegovina som en följd av detta gavs autonom status i förhållande till övriga Bosnien anses Gradaščević vara en av de främsta bosniska nationalhjältarna  främst eftersom han var en av befälhavarna i den "Bosniska slaget vid Kosovo" som ägde rum år 1831 på Kosovos fält, där Bosniska muslimska autonomister segrade mot osmanerna".